# Фалеристика
Фалери́стика — наука, с середины 1970-х годов окончательно выделившаяся из нумизматики, вспомогательная историческая дисциплина, занимающаяся изучением истории орденов, медалей (см. Медальерика), значков (в том числе сувенирных), настольных медалей и плакеток, жетонов, фрачных миниатюр, наградных документов, а также любых нагрудных знаков (в том числе почётных, юбилейных, ведомственных, об окончании учебных заведений, корпоративных и т. д.), их систем и их атрибуцией, а также вид коллекционирования вышеперечисленных предметов .

## Происхождение названия
Название произошло от лат. falerae, phalerae (фале́ра, мн. ч.; — металлические украшения, служившие воинскими знаками отличия) из греч. φάλαρα (фа́лара — металлические бляхи, побрякушки) — награды римских легионеров. Термин «фалеристика» впервые был употреблён в 1937 году чехословацким коллекционером наград О. Пильцем, а в русский язык термин ввёл историк из Баку, коллекционер и исследователь, специалист по наградам Р. В. Шейн в статье «Фалеристика — сестра нумизматики», опубликованной в журнале «Декоративное искусство СССР», 1965, № 8.

## Наука
Среди российских исследователей фалеристики: И. Г. Спасский, В. Г. Бурков, В. А. Дуров, А. А. Кузнецов, И. В. Можейко (псевд. И. В. Всеволодов), Н. И. Чепурнов, Л. М. Гаврилова, С. П. Карпов и др.
Атрибуция и систематизация наград и наградных знаков как памятников истории и культуры проводится по следующим признакам:
- учредительные документы;
- обстоятельства;
- место;
- время и технология создания;
- статус;
- сведения о награждённом;
- провенанс.

## Коллекционирование
В СССР фалеристика стала популярной с 1957 года после 6-го Всемирного фестиваля молодёжи и студентов в Москве, к проведению которого был налажен массовый выпуск служебных, наградных и сувенирных знаков.
В России с развитием Интернета появились специализированные виртуальные музеи, такие как «Награды императорской России», «Ордена и медали СССР», «Музей торговли» и др., упростился процесс атрибуции. Существует индустрия выпуска высококачественных копий и подделок.
В России с 1996 года установлена уголовная ответственность за незаконные приобретение или сбыт государственных наград РФ, РСФСР и СССР (ст. 324 Уголовного кодекса), поэтому их легальное коллекционирование на территории России фактически невозможно. В то же время, не является наказуемым коллекционирование наград Российской Империи и копий наград РФ, РСФСР и СССР.

## Классификация
Предметы, которые относятся к фалеристике:
Группа первая (значимые, высочайшее и высокое качество изготовления, технологии сортировки, упаковки, доставки и хранения)
- Награды:

- Ордена.
- Медали.
- Наградные значки, в том числе настольные медали.

- Жетоны (как ювелирные изделия в том числе памятные и сувенирные).
- Форменная фурнитура (кокарды).

Предметы фалеристики первой группы.
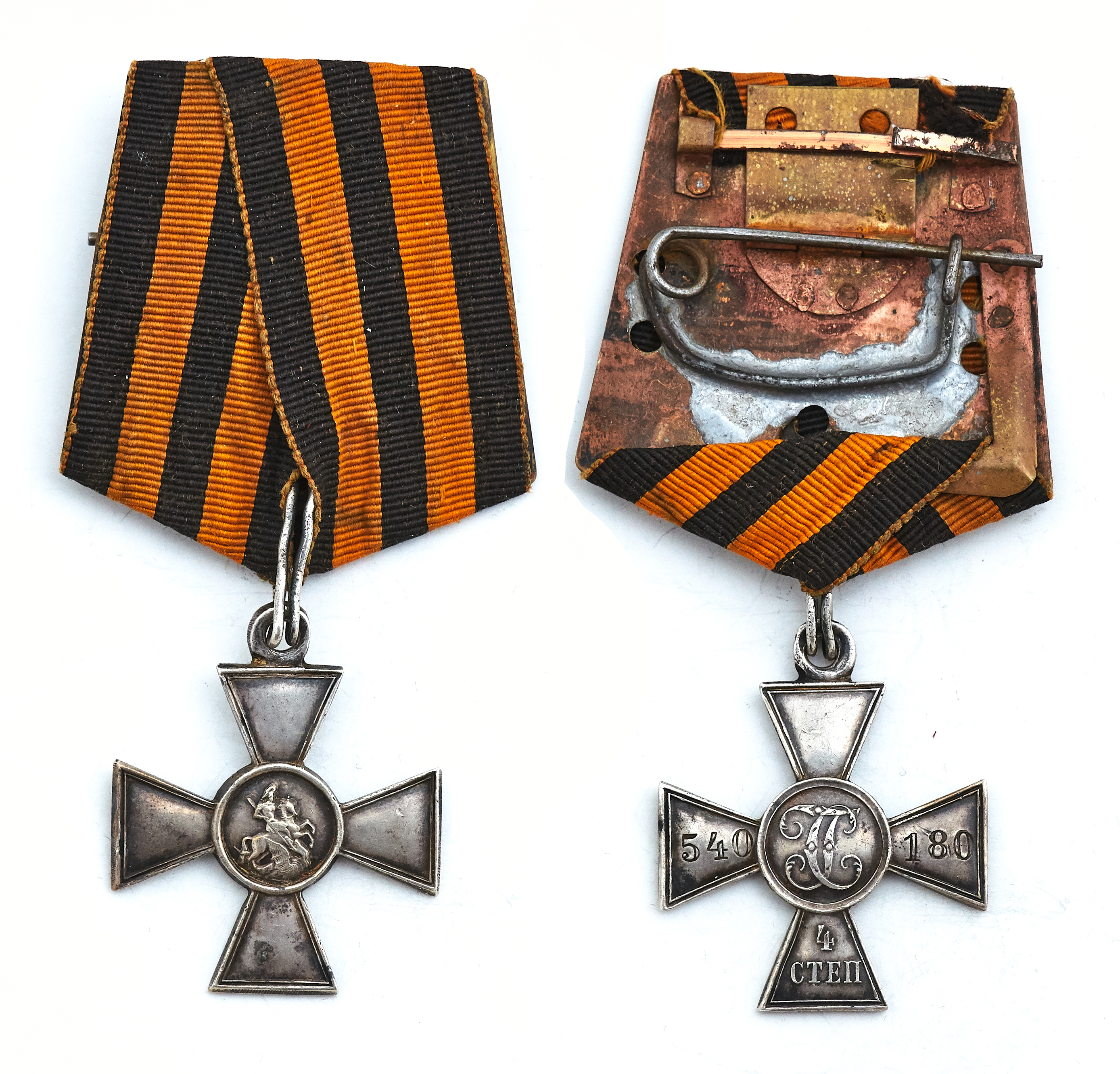
Награды. Георгиевский крест IV степени № 540 180. 1916 год. Санкт-Петербургский монетный двор. Награждён крестом Зарубин Пётр Евгеньевич — рядовой 87-го пехотного Нейшлотского полка за отличие в бою 8 марта 1916 года
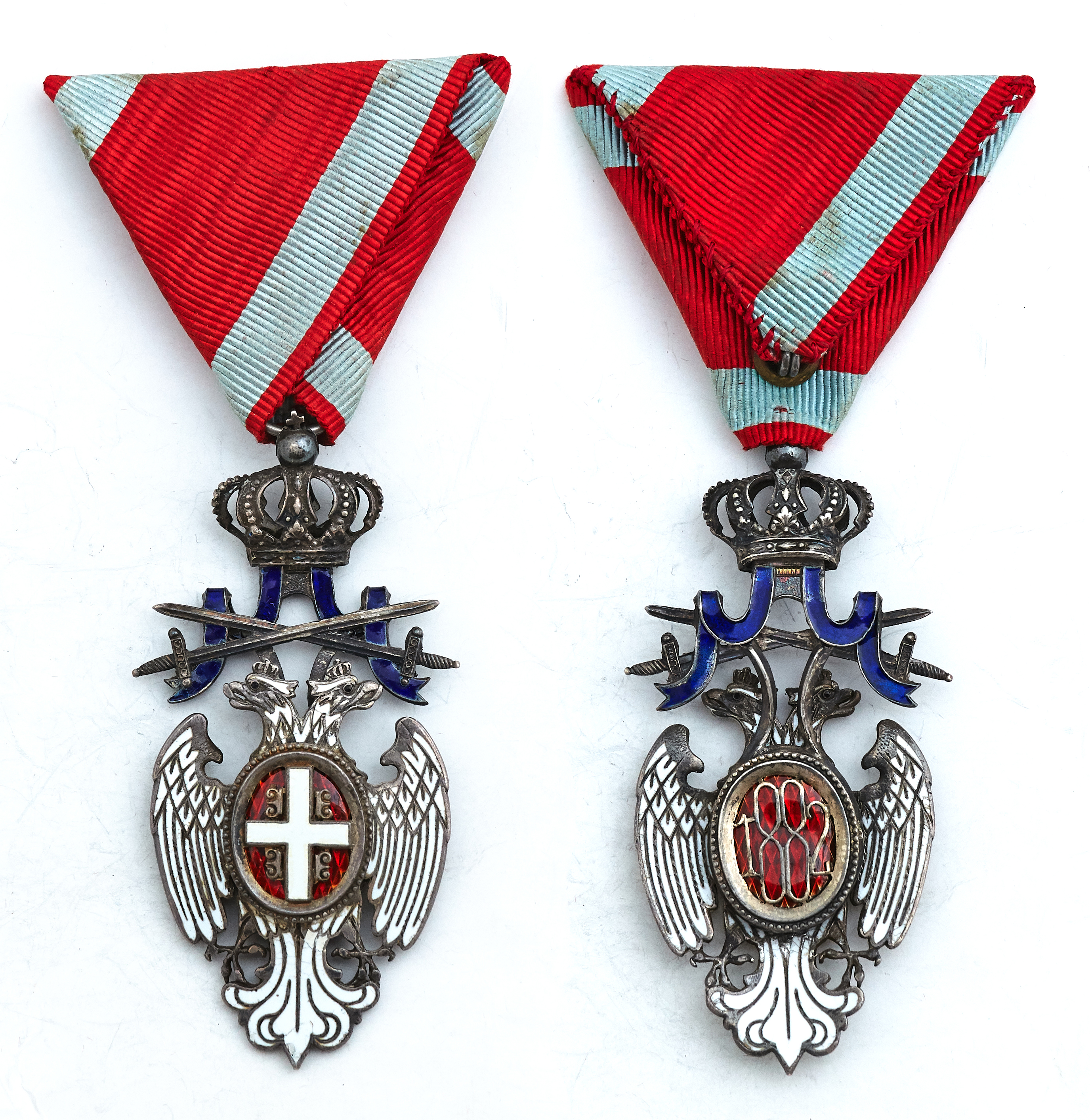
Ордена. Знак ордена Белого орла V степени с мечами. Королевство Сербия, Королевство Югославия.
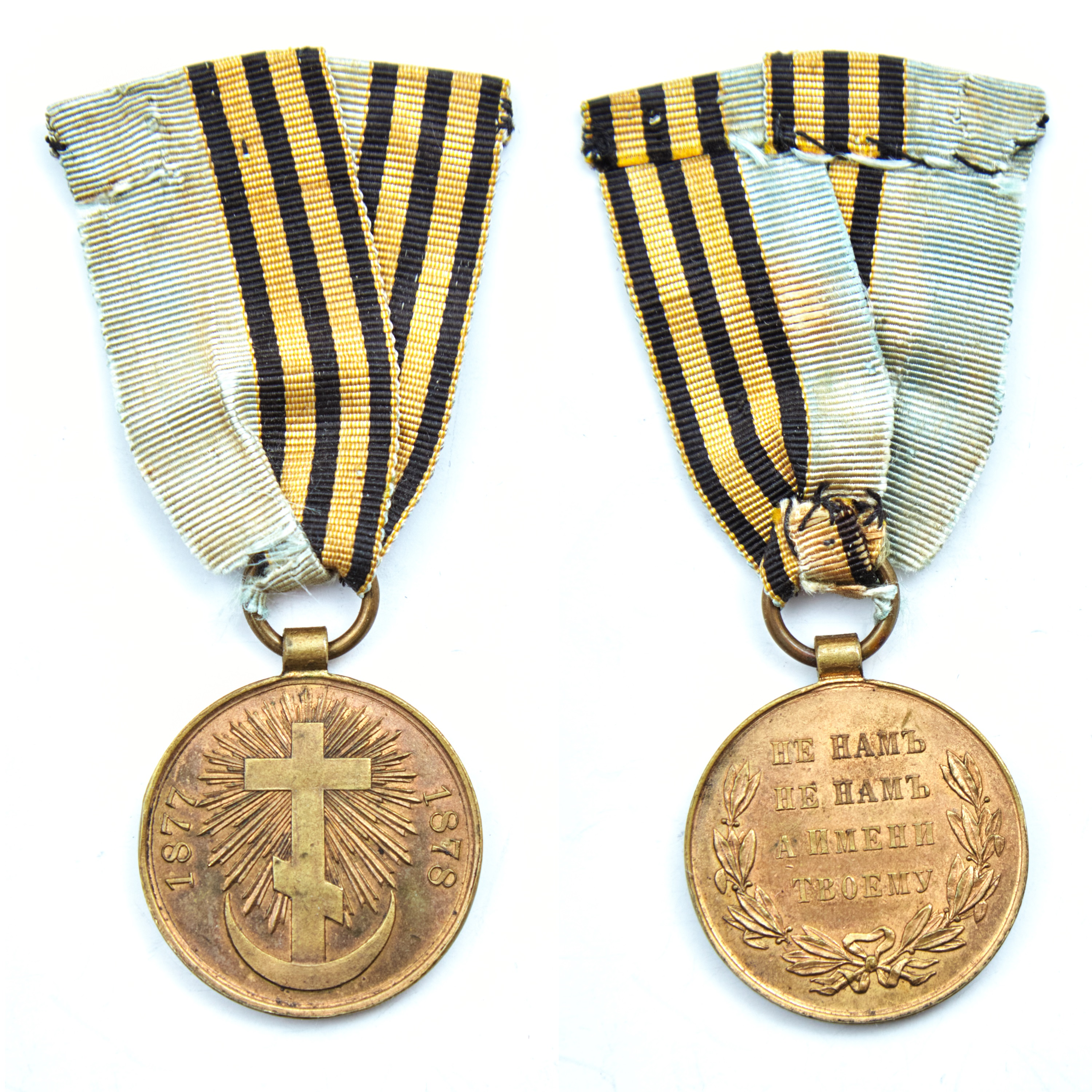
Медали. Медаль «За Русско-турецкую войну 1877-1878» на оригинальной ленте. Российская империя. 1878 год.
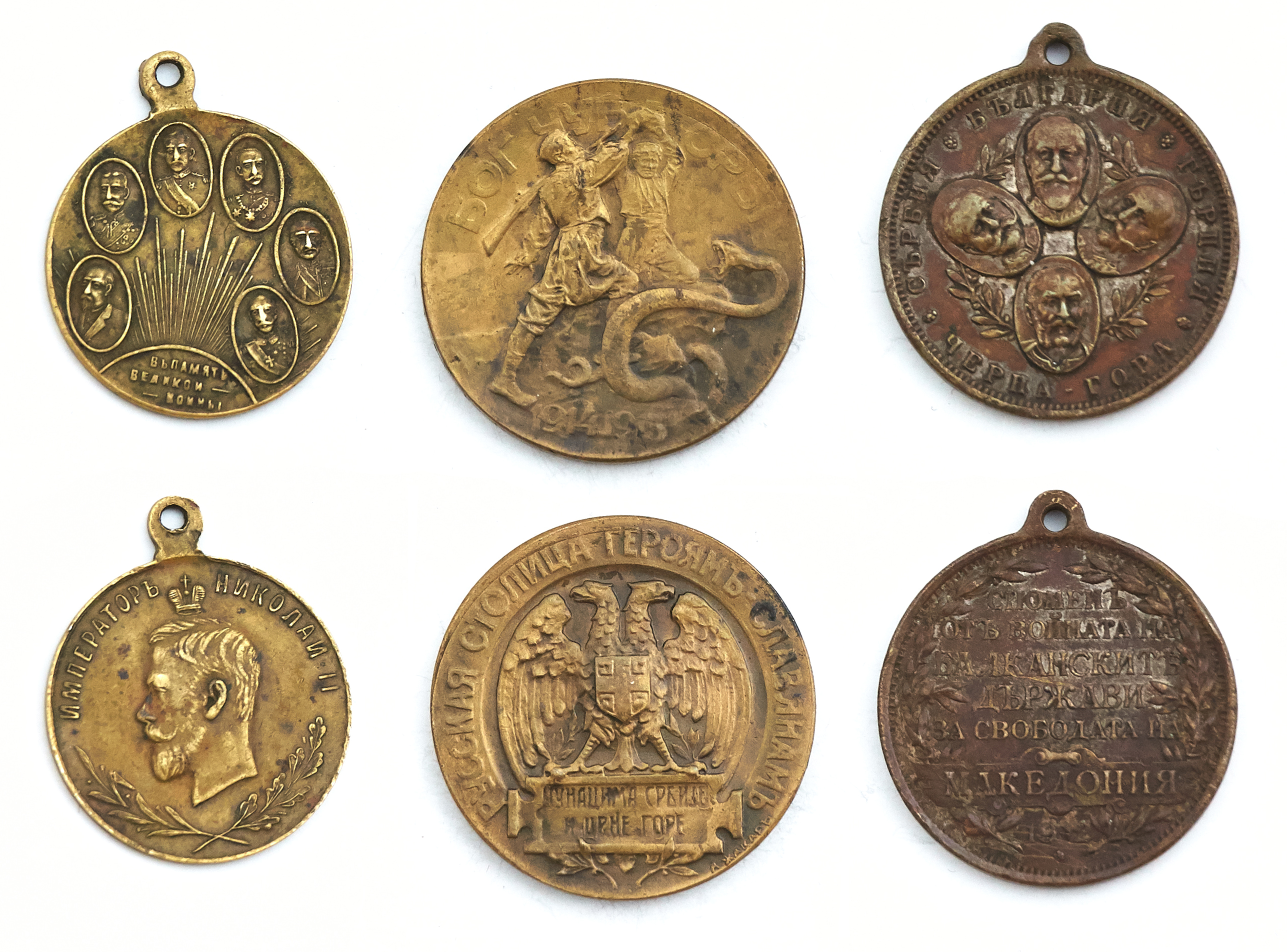
Жетоны и настольные медали. 1. Жетон «В память Великой войны» Российская империя, 1915. Бронза. 2. Монетовидный жетон (настольная медаль) Российского общество нумизматов «Русская столица героям-славянам. 1914-1915 гг.». 3. Жетон «В память войны Балканских держав за свободу Македонии» (Первая Балканская война). Третье Болгарское царство.
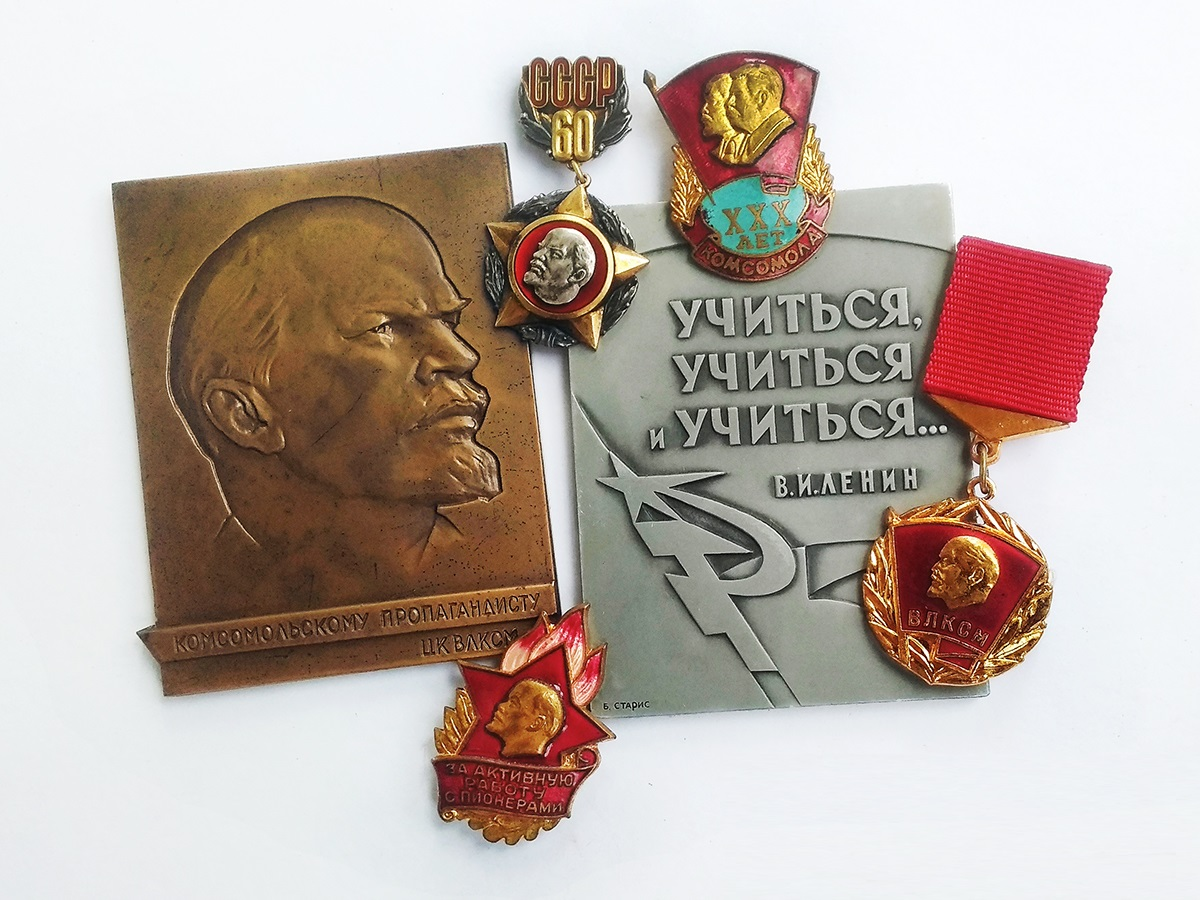
Наградные значки. Знаки и плакеты ЦК ВЛКСМ. 1948-1991.

Группа вторая (высокое и среднее качество изготовления, технологии сортировки, упаковки, доставки и хранения)
- Должностные и служебные знаки.
- Сувенирные значки.
- Жетоны (памятные и сувенирные).
- Форменная фурнитура (основная часть предметов).

Предметы фалеристики второй группы.
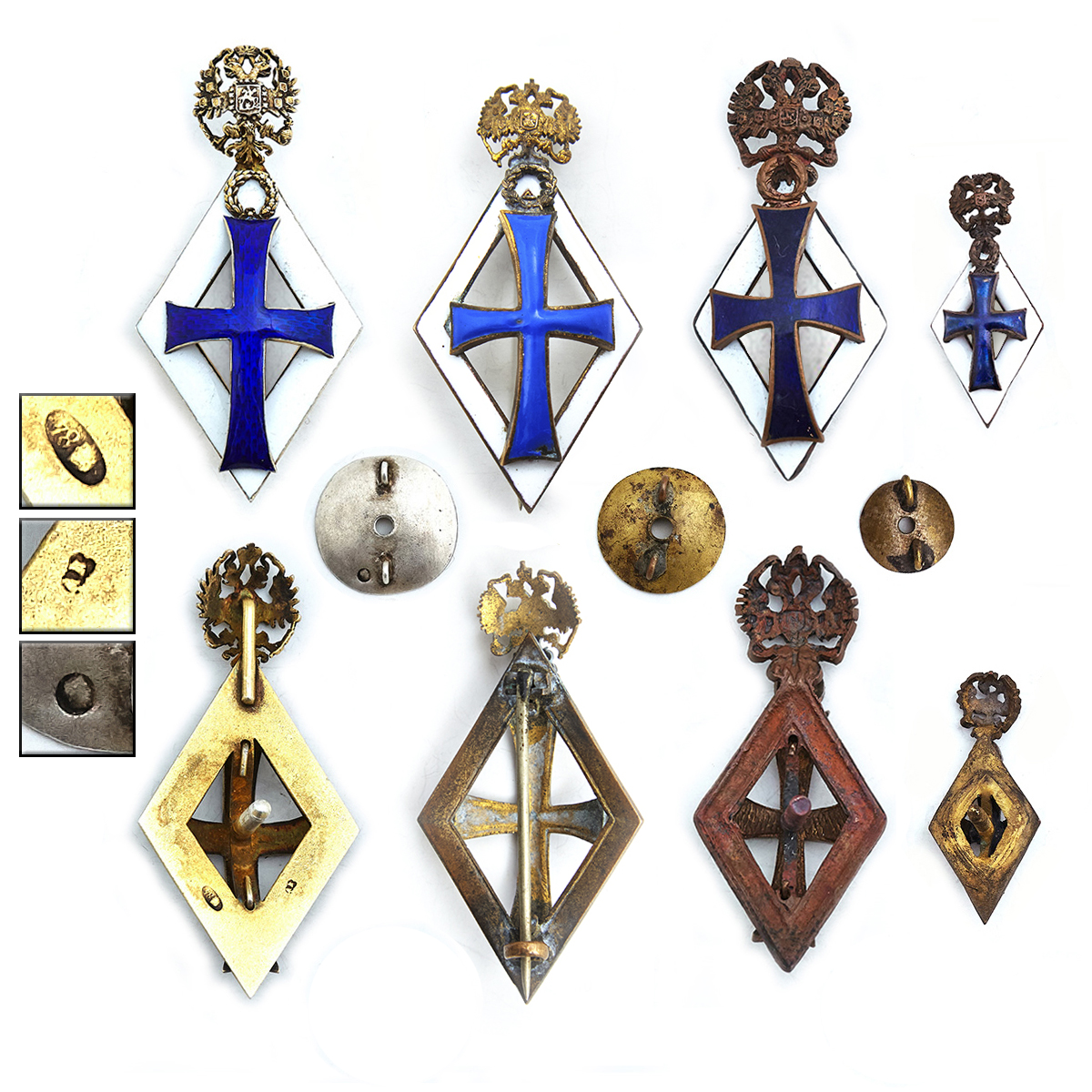
Служебные знаки. Академические нагрудные знаки окончившего Императорский Российский Университет (для немедицинских факультетов). 1899—1917. В 1900 году в Российской Империи выпускники 11-ти университетов могли заказывать такие знаки.
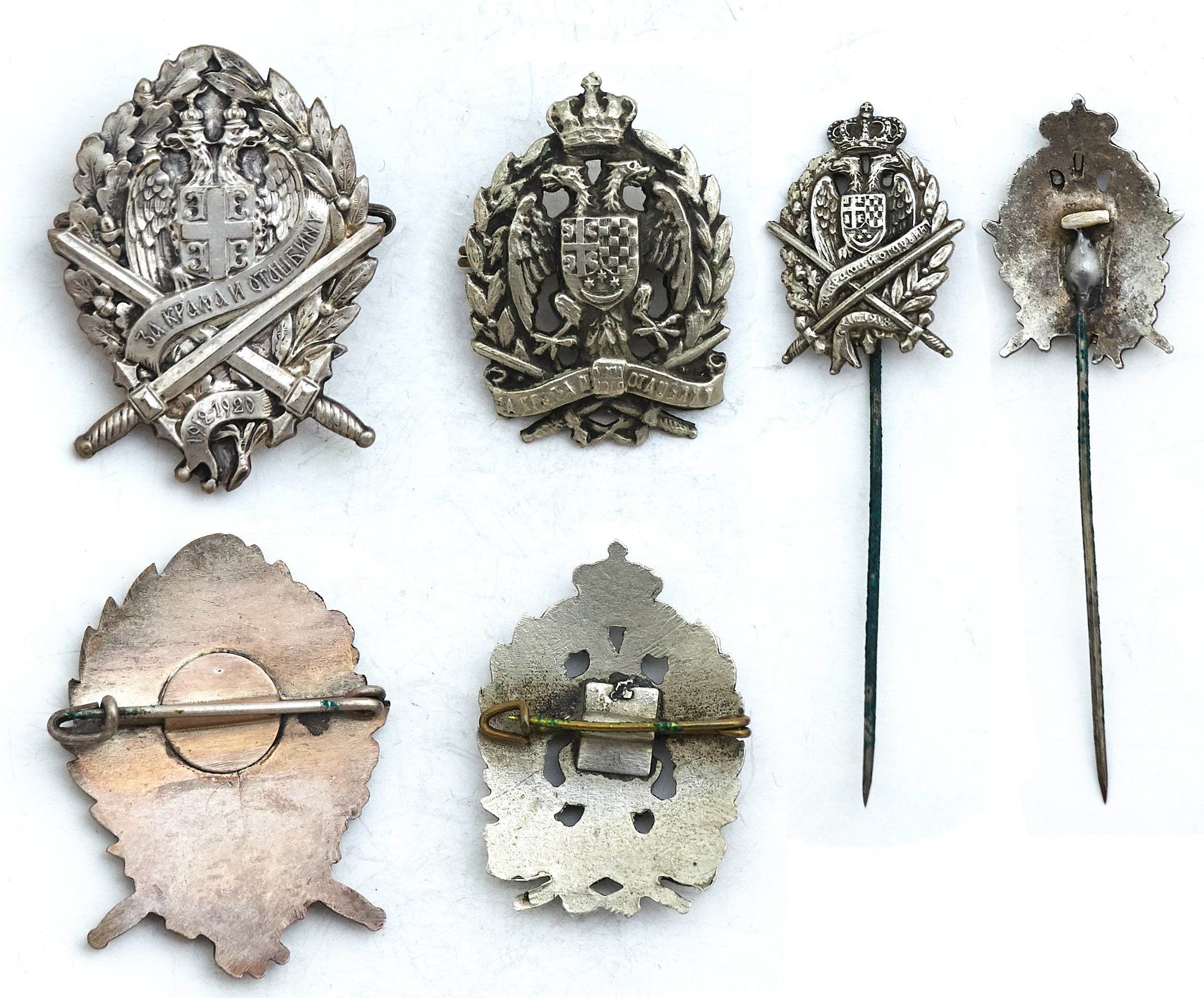
Должностные знаки. Знаки Ассоциации офицеров запаса и воинов Сербии.
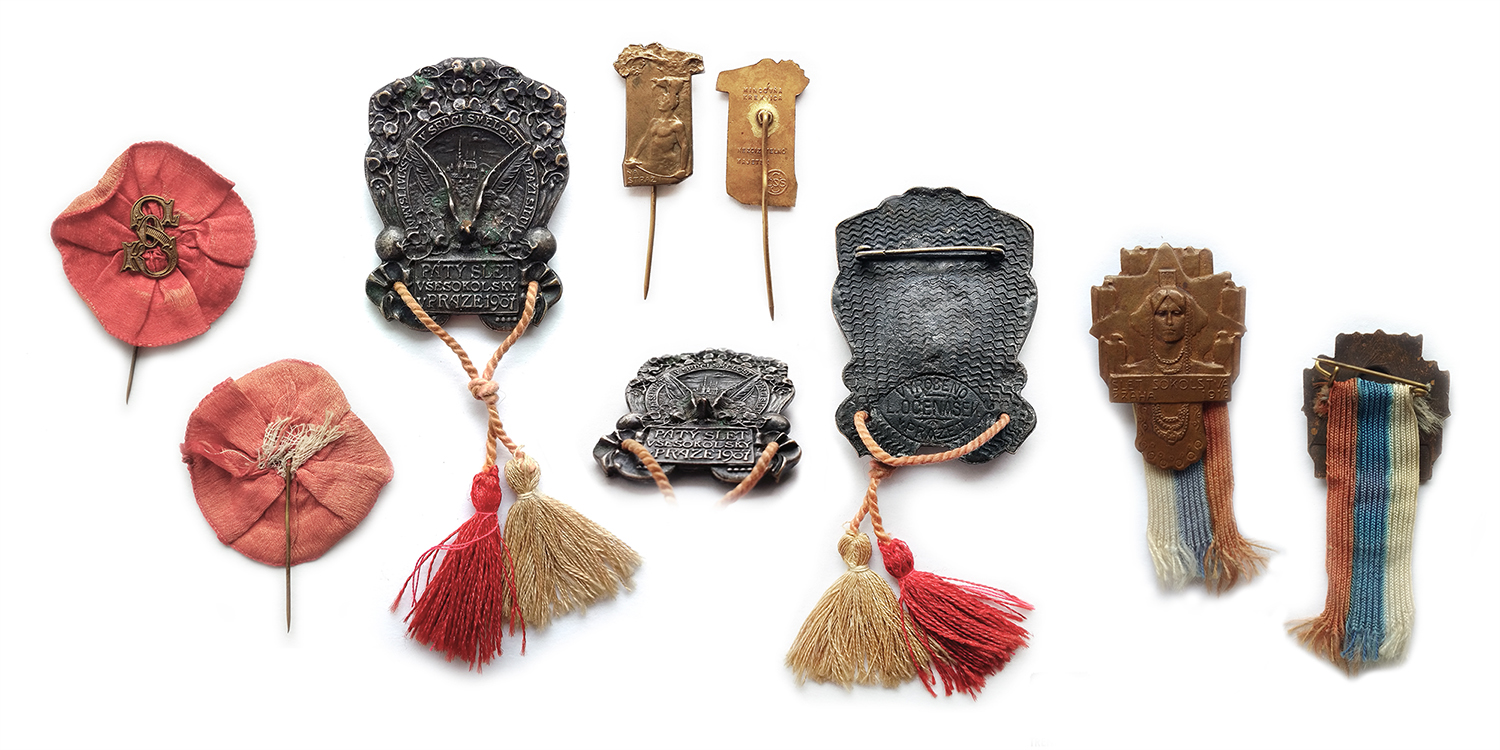
Служебные знаки, форменная фурнитура и значки. Знаки чешского сокольского общества (ČOS) в Австро-Венгрии 1907-1912. 1. Эмблема «Sokol» с головного убора в красной тканевой розетке (кокарда). 2. Членский знак «Сокола» для гражданской одежды (1907–1948, с перерывом на запрещение организации 1938–1945). (вверху в центре) 3. Знак «Пятый Всесокольский слёт в Праге, 1907 год». Девиз: «В мыслях – Отечество, в сердце – смелость, в руках – сила». 4. «Шестой Всесокольский слёт в Праге, 1912 год». Первый Всеславянский слёт.
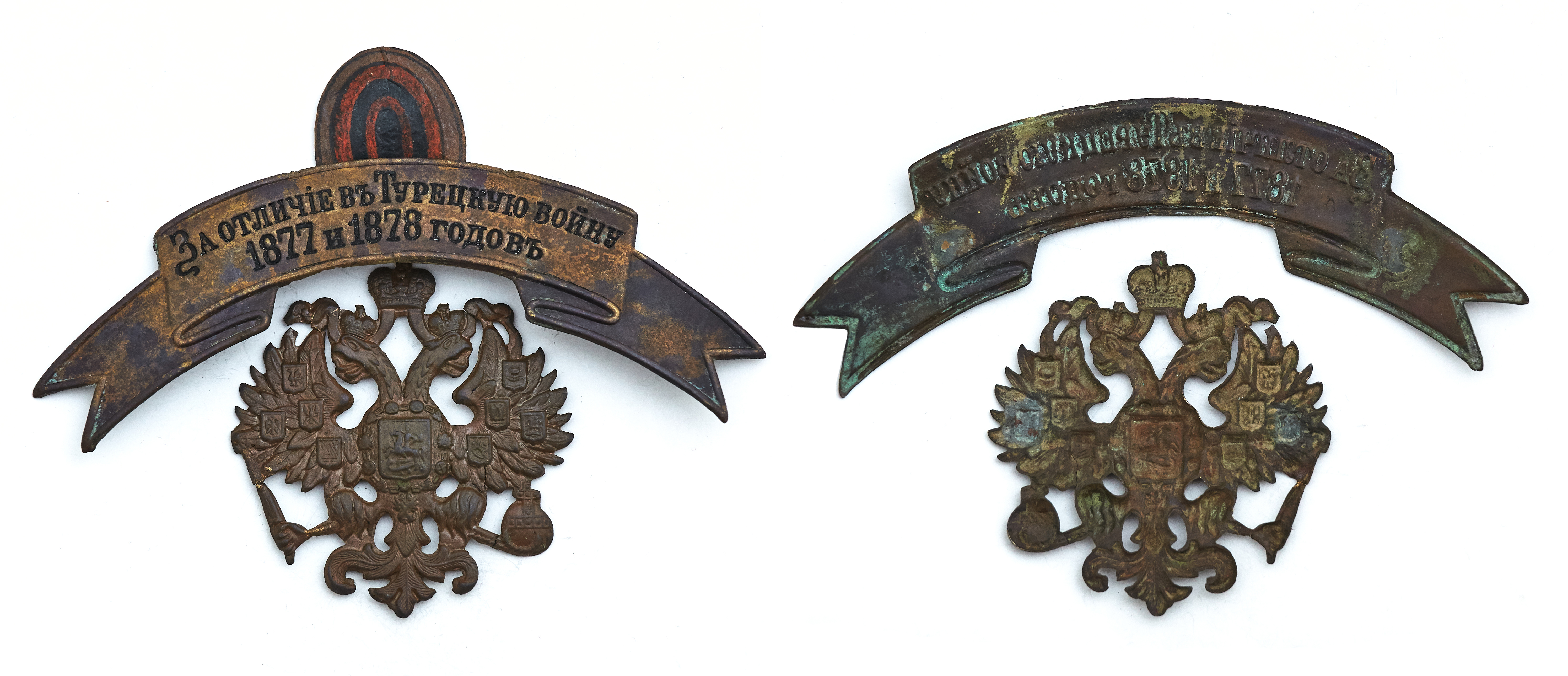
Форменная фурнитура. Лента на головной убор «За отличiе въ Турецкую войну 1877 и 1878 годовъ» (1878-1917 гг.) и кокарда на мерлушковую шапку образца 1881 года. Двуглавый орёл — Малый Государственный Герб Российской империи

## Технология изготовления
Основная технология, применяемая при изготовлении предметов фалеристики — метод штампования (реже, метод гравировки и литья). Поверхность заготовки, предназначенной под покрытие эмалью, обычно покрывают гильошировкой — насечками на металле, способствующими более крепкому креплению эмали на металле, а также придающему оригинальный узор под прозрачными эмалями.

## Технология реставрации
Очень часто дефект эмали требует её полного или частичного удаления и замены для воссоздания первоначального облика предмета. Эмаль или её остатки удаляются с предмета, а очищенное место заменяется новой эмалью. Старая эмаль удаляется в пределах выемки, ограниченной стенками/перегородками, а её место заменяет новая, «восстановленная эмаль» («переложенная»). В некоторых случаях эмаль заменяют современными смолами.

## Терминология

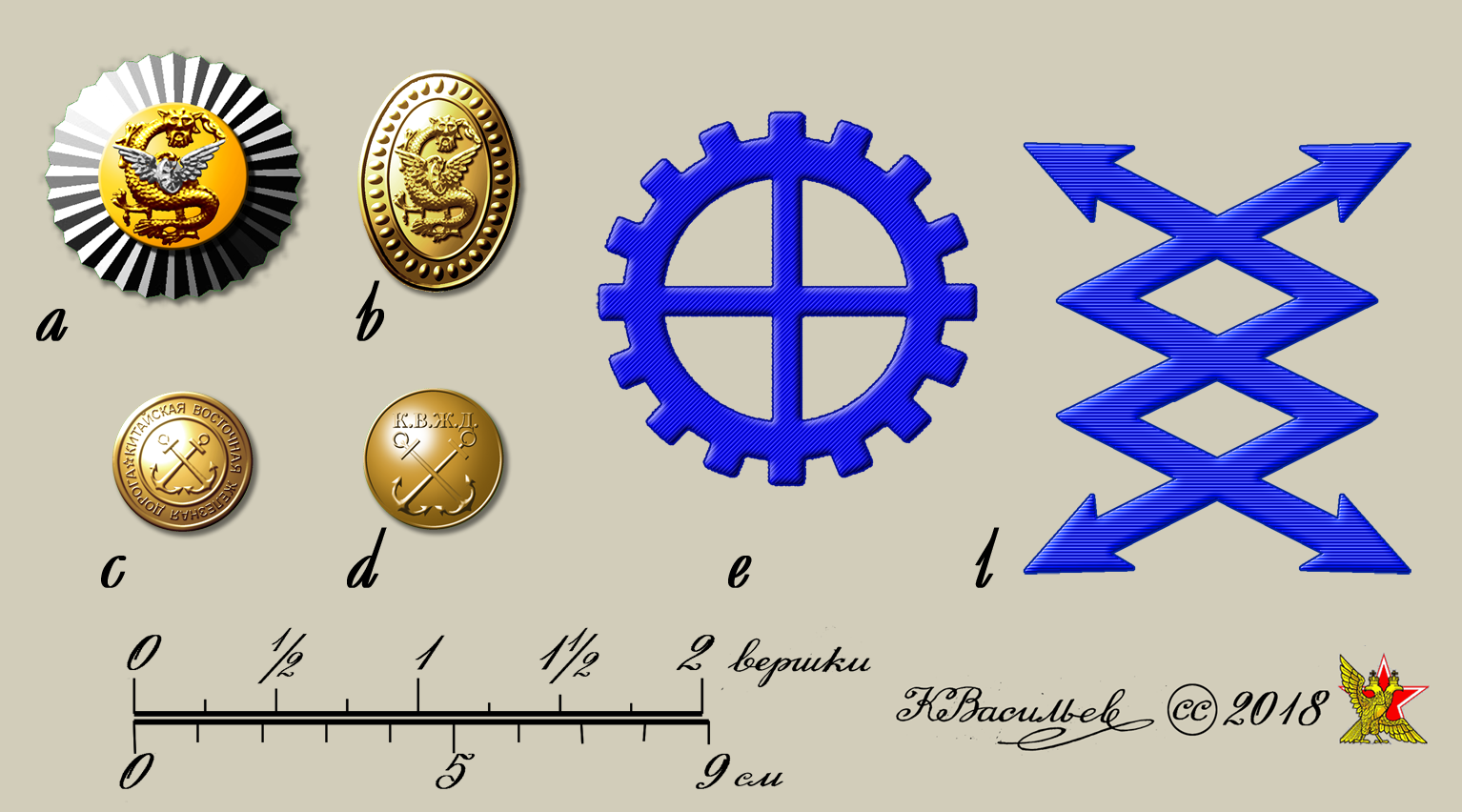
Кокарды (объект исследования фалеристики) и пуговицы (объект исследования филобутонистики), а также эмблемы формы одежды лиц, служащих на судах Общества «КВЖД» образца 1899 года (реконструкция):
a. Кокарда начальствующего состава.
b. Кокарда нижних чинов.
с. Пуговица начальствующего состава.
d. Пуговица нижних чинов.
e. Эмблема на рукаве формы машинистов.
f. Эмблема на рукаве электротехников.

Ряд терминов в фалеристике заимствован из нумизматики, но некоторые получили иное значение. Некоторые формулировки:
- Оригинал (лат. originalis — первоначальный) — первоначальный, подлинный предмет фалеристики (орден, медаль, знак, значок), изготовленный после утверждения и принятия решения о тиражировании. Оригинал может служить образцом для изготовления копий, реплик, дубликатов, подделок, фальшивок и т. д. То же, что «официальный выпуск», «подлинник», (жаргонное) «натура».
- Дубликат (лат. duplicatus — «удвоенный») — официальная копия награды, сделанная на предприятии (Монетном дворе) для повседневного ношения кавалером. Может быть изготовлен не из драгоценных металлов в отличие от оригинала (латунь вместо золота и т. п.). При утере либо порче награды кавалер мог получить официальный дубликат. Как правило, клеймится буквой «Д» на реверсе.
- Частник (частный заказ) — выпуск, соответствующий по времени учреждённой награды, но выполненный по заказу награждённого частной фирмой, ювелирной мастерской. Соблюдая общее описание, иногда может значительно отличаться внешне от наград, произведённых Монетным двором и другими официальными производителями.
- Пробник (пробный выпуск) — экземпляр награды, знака, выпущенный для утверждения внешнего вида (композиции, вариантов колористического решения, материала, крепления, технологии изготовления, размера) в единственном экземпляре, либо небольшом количестве экземпляров и вариантов. Пробники могут крепиться на листы согласования, снабжёнными кратким описанием, подписями автора и утверждающих лиц. Сюда относятся в том числе фабричные т. н. «разнокрасы» значков. Как правило, имеет большую цену, чем тиражный знак.
- Копия (лат. copia — множество), реплика — предмет фалеристики (награда), воспроизводящий оригинал как с использованием оригинальных технологий и материалов, так и с применением современных методов, таких как 3D-сканирование и т. п. Нередко копии изготовляются для продажи. При этом копия не выдаётся за оригинальный предмет и может быть снабжена удостоверяющим это документом. Музейная копия — служит для научно-просветительских целей, при малом количестве подлинных предметов, а также для их сохранения от утраты. В отличие от изобразительного искусства, в фалеристике термины «копия» и «реплика» являются синонимами. Существует также копия для повседневного ношения — официальная копия орденского знака, входящая в наградной комплект, но не содержащая драгоценных металлов.
- Новодел — в широком смысле слова современные копии орденов, медалей, знаков, значков, воспроизводящие оригинал для коллекционеров-фалеристов. Изготавливается штампами (подлинными либо вновь изготовленными), методом литья, гальванопластикой, с применением современных технологий. Иногда для отличия новодела от оригинала его снабжают специальными клеймами. Также данный термин можно распространить на изготовление орденских колодок и лент.
- Муляж (бутафория, театральный, кино-реквизит) — специально изготовленные предметы, внешне напоминающие оригиналы, в том числе с нарушением либо полным изменением изначальной технологии производства оригинала. Применяются в театральных спектаклях, кинокартинах, вместо оригинальных предметов. Орденские знаки могут быть изготовлены и на оригинальном оборудовании, и встречаются образцы с выгравированной надписью «бутафория» на реверсе.
- Историческая реконструкция — воссоздание отсутствующего, утраченного ордена, медали, знака по описанию или изображению.
- Сборка (сборная награда, жаргонное «конструктор») — орден, медаль, знак, собранные из оригинальных частей нескольких предметов фалеристики. Может содержать как оригинальные, так и новодельные элементы (например, штралы, промзвенья, накладные короны, «серп и молот» и т. д.).
- Подделка (жаргонное «фуфло», «фейк») — копия редких экземпляров предметов фалеристики, выдаваемых за оригинал с целью наживы. Может весьма сильно различаться по качеству изготовления. Подделки часто сопровождаются легендами обнаружения предметов. Для более убедительного провенанса предмета ему могут быть приданы «следы ношения» и искусственное состаривание (патинирование и т. п.), предмет может сопровождаться подлинными и/или поддельными документами. Выпуск подделок рассчитан как на коллекционеров, так и на дилетантов. Несмотря на это, специалисты иногда приобретают как выявленные подделки, так и сомнительные предметы для сравнения с оригиналами, детального изучения и последующей атрибуции.
- Фальшивые награды — награды для ношения (по аналогии с нумизматикой — для оборота соответствующего времени учреждения и/или вручения), например, советские, сделанные в нацистской Германии для разведчиков-нелегалов. Именно по этому критерию советские контрразведчики иногда выявляли шпионов.
- Знаки-фантазии — фантазийные, выдуманные знаки, изготовленные «под старину» с применением художественного решения и технологий, аналогичных времени выпуска, соответствующих какому-либо временному периоду и манере изготовления предметов, в ряд которых хотят поместить вновь сделанный знак. В отличие от подделок, не копирует конкретный предмет, но может использовать элементы существующих произведений, являясь результатом творчества современного автора. Как правило, выпускаются малыми тиражами для определённой категории коллекционеров в коммерческих целях. Может выдаваться за пробник.

## Идентификационные признаки
Идентификационные признаки (отсутствующее свойство также рассматривается как его признак) предмета фалеристики (орден, медаль, знак, настольная медаль, жетон, форменная фурнитура) принято делить на два типа:
- внешние, которые характеризуют внешнее строение объекта и находятся на его поверхности, то есть изображение или рельеф, крепление и его цвет, форма, наружные размеры, элементы рельефа, материал, вес и др.
- внутренние — признаки химического состава, внутренней структуры объекта, то есть свойства, обусловленные составом и внутренней структурой.

## Дефекты
Качество поверхности металлопродукции предметов фалеристики (после изготовления или после эксплуатационного периода — так называемые «следы бытования») зависит от наличия или отсутствия дефектов металла и горячих выемчатых эмалей.
Основными дефектами металлических элементов (в том числе поверхностей с эмалью) предметов фалеристики являются:
- Износ клише при изготовлении металлоизделий, также может быть рассмотрен и как дефект изображения, и как важный элемент для экспертизы. Если предметы фалеристики имеют номера, то, чем выше личный номер конкретного предмета — тем сильнее износ клише (штампа). Интересным является и то, что многие клише наград высших степеней, выпускавшихся много лет назад и не уничтоженные, имеют лучший вид, чем клише массовых наград или знаков.
- Пузыри и раковины на поверхности металла указывают не только на состояние предмета, но и на технику изготовления: литьё, что практически не применяется при изготовлении наград. Пузыри образуются, если наружная стенка готового пузыря очень тонка: тогда при нагреве металла находящиеся внутри пузыря газы расширяются, выпучивают наружную стенку и образуют пузырь на поверхности. Раковины происходят на поверхности отливок и являются результатом неудовлетворительной формовки, вырубки дефектов, а в изделиях, полученных обработкой давлением — следствием раскрывшихся пузырей и др. Эти дефекты говорят о том, что предмет, скорее всего, является копией. Иногда применяют при изготовлении копий даже не литьё, а гальванокопию, из двух половинок, при этом видно, что вся поверхность предмета в характерных шариках.
- Заусенцы на предметах фалеристики чаще всего удалены при обработке продукции. Однако встречаются заусенцы, заглаженные по поверхности фалеры. Обработанные заусенцы встречаются на медалях Российской империи. Заусенцем называется выпуклость вдоль прокатного профиля, получившаяся в результате выдавливания металла из ручья в зазор между валками.
- Закатом называется заусенец, закатанный в металл при отделочной прокатке. Заусенцы встречаются также на штампованных заготовках при смещении половинок обрезного штампа.
- Трещины на поверхности, равно как и внутренние трещины, являются результатом возникших напряжений при неравномерном нагреве, сильном наклепе, прижогов при шлифовании и тому подобных причин. Несмотря на это, в фалеристике трещины встречаются, как правило, у предметов не новых или подвергшихся внешнему воздействию: внезапному снижению физико-механических свойств материала предмета, например, его деформированию. По вопросу наличия трещин на предметах фалеристики также возникают трения между фалеристами: есть утверждение, что трещин не может быть, так как контроль металла при производстве предметов фалеристики достаточно высок и трещин быть не может, но существуют сами предметы фалеристики, имеющие даже видимые трещины на изобразительных частях.
- Царапины и износ, не снижающие качество или незначительно снижающие общее состояние предмета фалеристики, которые могут быть рассмотрены как несущественные, тем не менее для специалиста-фалериста являются показательными и важными при экспертизе, так как позволяют отличить данный предмет от всех ему подобных и отнести отождествляемый предмет к определённой группе. Результатом может быть заключение о подлинности и состоянии предмета.
- Коррозия металла на предметах фалеристики. Коррозия в любом виде опасна для предметов фалеристики, изготовленных из металла. Чаще в состоянии коррозии оказываются предметы найденные, а не хранившиеся у кавалеров, в семьях или в коллекциях. В результате коррозии внешний вид изделий фалеристики изменяется в худшую сторону: частично или полностью утрачивается изобразительная часть в результате удаления ржавчины с проржавевших медалей, которые имеют рельефные изображения, теряющие качество при чистке. Различают следующие виды:

- местная коррозия пятнами (коррозии подвергаются лишь отдельные участки поверхности металла),
- точечная (в виде мелких точек с коррозией, иногда достаточно глубокой и не поддающейся удалению)
- питтинговая (или язвенная), которая встречается у никелевых, циркониевых, хромоникелевых, хромистых, алюминиевых сплавах и других.
- равномерная коррозия (коррозия равномерно охватывает всю поверхность металла) встречается на предметах фалеристики, находившихся в земле или воде.

- Патина (потемнение или позеленение), то есть оксидно-карбонатная плёнка, под воздействием окружающей среды образующаяся на поверхности металлоизделий. Можно ли её отнести к дефектам в фалеристике, сказать сложно, поскольку для профессиональных фалеристов патина — важная составляющая предмета фалеристики, являющаяся необходимым эстетическим дополнением.

| Описание                          | Производственные дефекты | Производственные дефекты | Непроизводственные дефекты |
| Жизненный цикл изделия / материал | При изготовлении | После изготовления | После эксплуатационного периода (в том числе «следы бытования» или следы хранения и носки)                                                              |
| --------------------------------- | --- | --- | --- |
| Металл                            | Износ клише | Трещины | Трещины |
| Металл                            | | Пузыри | Царапины |
| Металл                            | | Раковины | Физический износ (механическая затёртость, то есть потёртое состояние и потёкший текст и потёкшее изображение)                                          |
| Металл                            | | Заусенцы | Дефекты креплений (винты) и соединительных частей подвесов (ушки, промзвенья)                                                                           |
| Металл                            | | Закаты | Коррозия — ржавление |
| Металл                            | Следы доработки изготовленных предметов | | |
| Металл                            | Возрастные изменения металла и собранного предмета (патина) | | |
| Эмаль                             | Инородные вкрапления (загрязнение, в том числе попадание примесей металлов, вплавленные копоть, железная окалина, мусор, которые, как правило, выглядят чёрными точками)       | Сколы / Щербление | Сколы |
| Эмаль                             | Недолив (участки, которые не покрыла эмаль, то есть эмаль при нагреве не растеклась по всему запланированному участку)                                                         | Трещины (иногда трещины под верхним слоем эмали) | Трещины |
| Эмаль                             | Наплывы, затёки (не запланированный наплыв эмали на перегородки или соседние эмали)                                                                                            | Отслоения (свойства самой эмали, то есть скорлупчатые вздутия эмали со вскрытием грунтового слоя или даже металла основы в различных размерах, на отдельных местах или на значительных площадях) | Отслоения (изменения состояния металлической части, в том числе удар, давление, сгиб)                                                                   |
| Эмаль                             | Замутнения (ошибки в технологии изготовления или восстановления эмали) | Впадины (возникшие в результате неровного разлива эмали при нагреве или неоднократных нагреваниях, т. н. вогнутый мениск)                                                                        | |
| Эмаль                             | Изменение цвета / оттенка эмали (в результате нарушения технологии изготовления, в том числе нарушение температурного режима и технологии отмыва изделия, а также соляризация) | Пузыри, пустоты (в том числе последствия из-за попадания мусора, воды и т. д. и их выгорания) | |
| Эмаль                             | | Царапины (единичные следы обработки) | Царапины (следы бытования), потёртости (следы от соприкосновения с какими-либо твёрдыми предметами, приводящие к получению эффекта матовой поверхности) |
| Эмаль                             | Шероховатость (наличие большого количества бугорков на поверхности из-за некачественной эмали, химическом повреждении)                                                         | | |

В результате выявления дефектов металла и следов бытования, а, соответственно, состояния поверхности предмета, для одного типа металлоизделия, появляется возможность определения подлинности подвергающихся экспертизе предметов на основании внешнего вида предмета.

## Системы наград
- Британская система наград
- Ордена России
- Награды России
- Ведомственные награды Российской Федерации